# 1971年臺灣
|        | 臺灣歷史 \| 台灣歷史年表 |
| 世纪： | 19世纪臺灣 \| 20世纪臺灣 \| 21世纪臺灣 |
| 年代： | 1940年代臺灣 \| 1950年代臺灣 \| 1960年代臺灣 \| 1970年代臺灣 \| 1980年代臺灣 \| 1990年代臺灣 \| 2000年代臺灣                                           |
| 年份： | 1966年臺灣 \| 1967年臺灣 \| 1968年臺灣 \| 1969年臺灣 \| 1970年臺灣 \| 1971年臺灣 \| 1972年臺灣 \| 1973年臺灣 \| 1974年臺灣 \| 1975年臺灣 \| 1976年臺灣 |
| 纪年： | 辛亥年（猪年）、中華民國60年 |

## 政府

### 國家正副元首

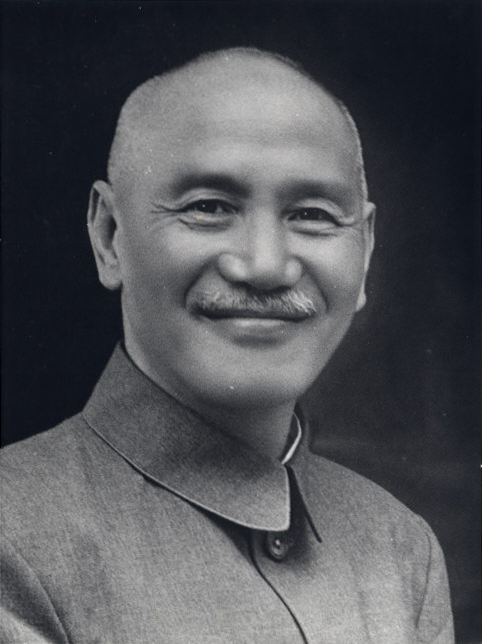
總統：蔣中正
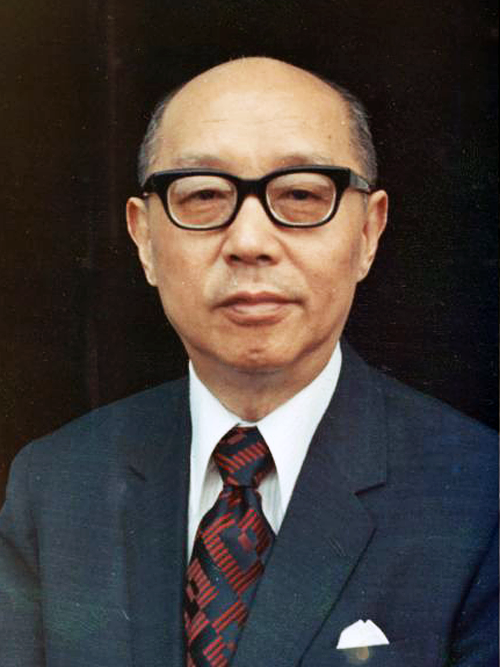
副總統：嚴家淦

### 五院首長

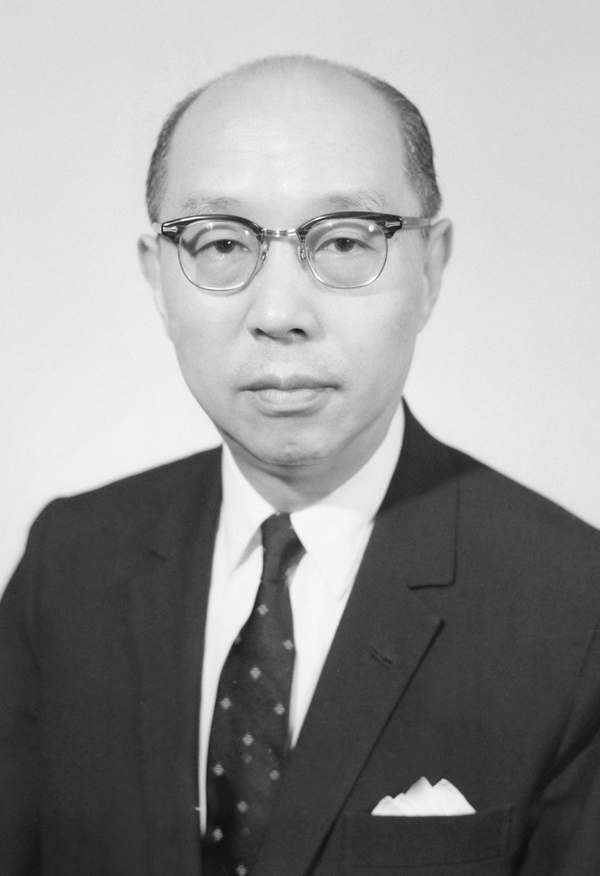
行政院院長：嚴家淦（副總統兼任）
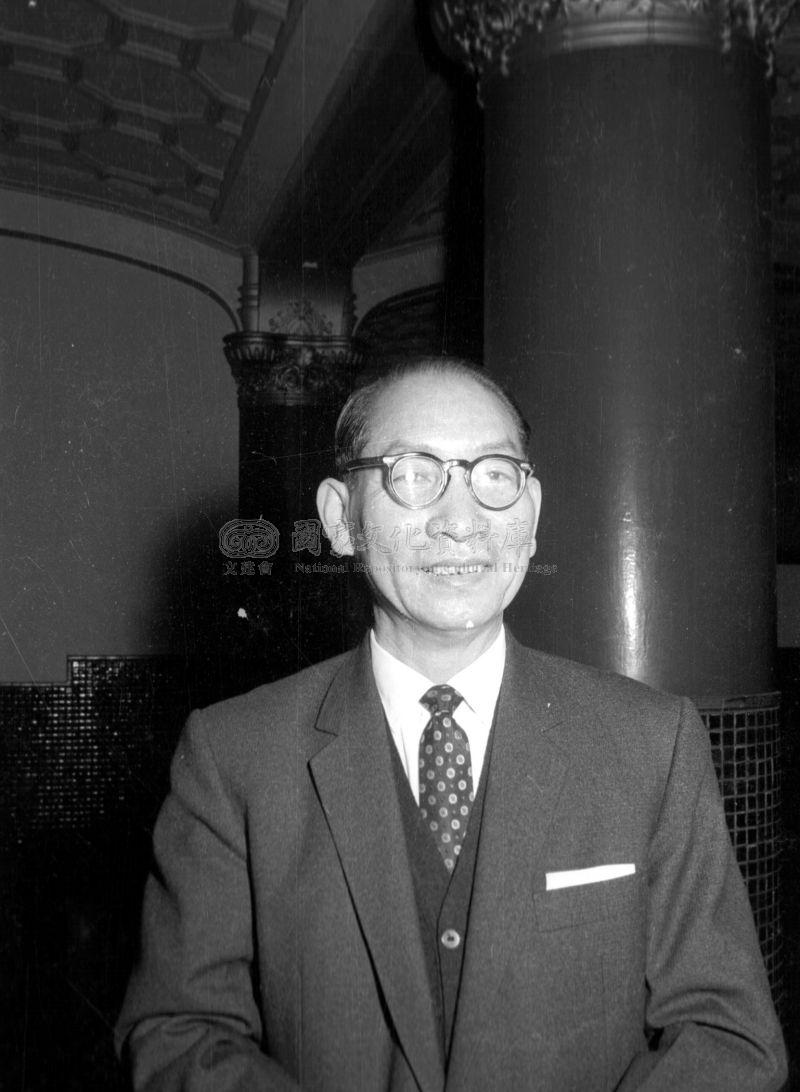
立法院院長：黃國書
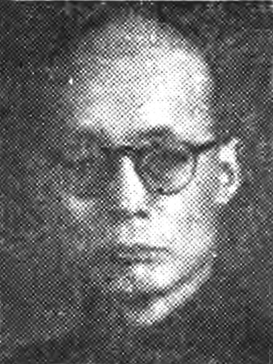
司法院院長：田炯錦
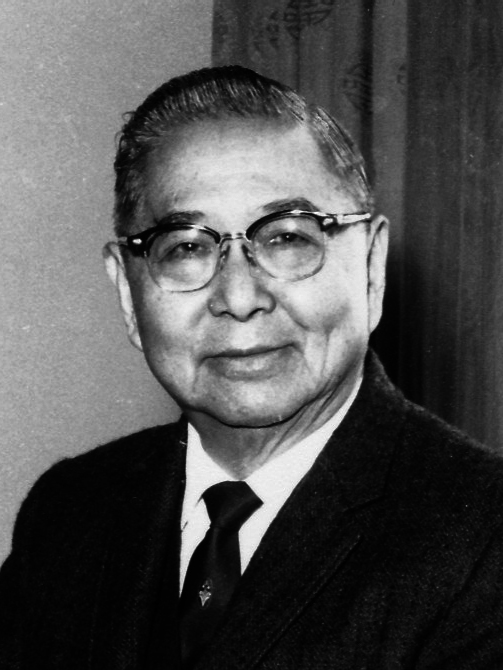
考試院院長：孫科
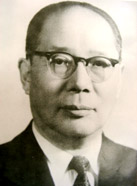
監察院院長：李嗣璁

### 省政府主席

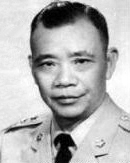
臺灣省政府主席：陳大慶
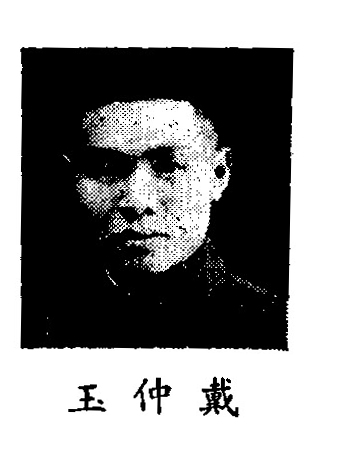
福建省政府主席：戴仲玉

### 成員變動

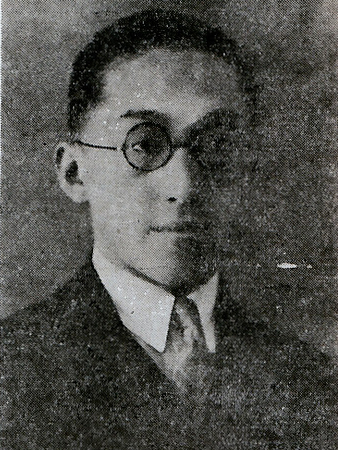
司法院院長：謝冠生（逝世）

## 大事記

### 3月
- 3月26日：澎湖跨海大橋通車。

### 8月
- 8月14日：中山高速公路動工。
- 8月28日：臺灣掀起「保釣運動」。

### 10月
- 10月25日——在外交方面，面對冷戰世局，蔣介石站在自由國家陣營，爭取國際支持，保衛聯合國席位，後因國際環境轉變，外交處境日益困難，終致失去聯合國代表權[1]。联合国大会通過《第2758號決議》，中华人民共和国正式取代中華民國在联合国擁有的「中國」代表權席位，中華民國則退出聯合國。
- 10月31日——中華民國第三家無線電視台-「中華電視台」正式開播。

## 出生
参见： 1971年出生
- 1月5日——張瑞玲：新聞主播。
- 1月7日——黃萬隆：籃球教練。
- 1月9日——米凱莉：演員。
- 1月10日——劉宥彤：記者、幕僚、企業家，現任永齡基金會執行長，曾任華視記者、樂陞科技執行副總、郭台銘競選辦公室發言人。
- 1月13日——苗可麗：歌手、演員、主持人，以台灣霹靂火飾演「李豔萍」一角而爆紅。
- 1月14日——廖麗君：演員。
- 1月22日——李謀周：羽球教練。
- 2月5日——
  - 蔡其雍：政治人物。
  - 陳政亮：社會學家。
- 2月10日——唐德惠：演員、主持人。
- 2月12日——李豐博：導演。
- 2月20日——陳俊宏：消防員。
- 2月21日——可樂王：當代藝術家。
- 3月4日——張碩修：導演、編劇、製作人、劇場總監。
- 3月8日——
  - 張惠菁：作家。
  - 錢薇娟：籃球運動員。
- 3月10日——
  - 丁彥哲：政治人物，曾任雲林縣副縣長。
  - 林右昌：政治人物，現任內政部部長，曾任基隆市市長。
- 3月14日——吳芳銘：政治人物。
- 3月18日——羅興樑：籃球運動員。
- 3月20日——林志豪：演員。
- 3月21日——
  - 陳宣裕：諧星、演員、主持人，是朱海君之夫，曾為鐵獅玉玲瓏鼓手。
  - 莊子富：廣播主持人。
- 3月30日——翁麗淑：教師。
- 4月11日——王育敏：政治人物。
- 4月17日——陳美妃：家庭主婦。
- 4月27日——廖鎮漢：企業家，是孫芸芸之夫、廖曉喬之兄，現任微風集團董事長。
- 5月7日——張碩文：政治人物。
- 5月8日——邱芸：政治人物、助理教授，曾任中華民國文化部政務次長。
- 5月10日——陳志隆：漫畫家。
- 5月11日——李退之：政治人物。
- 5月14日——
  - 蘇見信：歌手，是信樂團第一任主唱。
  - 林嘉俐：演員。
- 5月22日——寇乃馨：主持人，是黃國倫之妻、寇世遠孫女。
- 5月24日——謝向榮：新聞主播。
- 5月29日——楊偉中：勞工運動人士，是陳以真之夫。
- 5月30日——張博棋：漫畫家。
- 5月31日——王竣民：演員、舞者。
- 6月1日——邱議瑩：政治人物。
- 6月2日——陳瑞蓮：舉重運動員。
- 6月4日——溫翠蘋：歌手、演員、主持人、模特兒，曾獲環球小姐第二名。
- 6月5日——楊培安：歌手。
- 6月10日——張洛君：歌手、演員、主持人，是紅孩兒成員之一。
- 6月11日——馬世芳：作家、廣播主持人，是馬國光之子。
- 6月14日——張鳳書：演員、主持人，以台灣霹靂火飾演「邢素蘭」一角而爆紅。
- 6月20日——吳明益：教授、作家、環保運動人士。
- 6月22日——劉安祺：政治人物。
- 6月23日——何澄輝：法學人士，曾任林務局政風室課員、北區國稅局政風室助理。
- 6月24日——葉大華：政治人物，曾任青年輔導委員會諮詢委員，現任監察委員。
- 6月26日——
  - 王佳婉：新聞主播，是呂台年之妻。
  - 王傳家：棒球教練。
- 6月29日——張韻明：演員，是在美國出道並發展的台灣藝人。
- 7月5日——郭靜純：演員、模特兒。
- 7月6日——黃少祺：演員、模特兒。
- 7月8日——章蕙蘭：導演、編劇，是章孝嚴之女。
- 7月13日——張淑惠：教育改革運動人士。
- 7月15日——謝文卿：企業家。
- 7月19日——楊雅喆：導演、編劇，曾任鏡電視董事長。
- 7月21日——童小芸：政治人物，現任臺南市北區振興里里長。
- 7月26日——張宏林：環保運動人士。
- 7月27日——馬力歐：諧星、演員、主持人。
- 7月29日——王渝文：演員。
- 7月30日——胡晴雯：演員、主持人、空服員。
- 8月1日——
  - 柯叔元：演員。
  - 陳曉莉：羽球教練。
- 8月10日——林富源：環保運動人士。
- 8月12日——鄧惠文：醫師、廣播主持人。
- 8月21日——辛建宗：導演。
- 8月23日——張凱雅：鋼琴家。
- 8月25日——梁家榕：演員。
- 8月29日——左安安：歌手，是左宏元之女。
- 8月31日——董建宏：政治人物，曾任高雄市政府新聞局局長，現任國立中興大學景觀與遊憩學士學位學程副教授。
- 9月2日——蔡培慧：政治人物、社會學家。
- 9月9日——
  - 張斯綱：政治人物。
  - 吳志剛：政治人物，是吳志揚之弟。
- 9月10日——謝欣霓：政治人物，是謝賢之姊、謝錦川長女。
- 9月15日——
  - 許芳宜：舞蹈家。
  - 蔣為文：語言學家。
- 9月17日——褚士瑩：作家、NGO工作者。
- 9月22日——李雲翔：籃球教練。
- 10月4日——許乃仁：賽事播報員。
- 10月7日——謝瓊煖：演員。
- 10月11日——林詣彬：旅美導演。
- 10月16日——黃國峻：小說家。
- 10月18日——
  - 包正豪：經濟學家。
  - 陳雪慧：社工、政治人物，曾任台北市政府社會局局長、新竹市政府社會處處長。
- 10月21日——
  - 黃維德：演員，早期在台灣發展，現轉往中國大陸。
  - 唐慧琳：政治人物。
- 10月22日——邱麒璋：棒球選手。
- 10月26日——
  - 郁芳：演員、主持人。
  - 黃天佑：配音員，是馮嘉德之妻。
- 10月28日——陳建寧：鍵盤手，是飛兒樂團團長。
- 11月2日——洪凌：作家。
- 11月7日——謝其文：演員。
- 11月10日——黃秀芳：政治人物。
- 11月25日——林生祥：歌手、吉他手、月琴手，是生祥樂隊主唱。其名曾被黃昭順誤作「鈴聲響」而爆紅[2][3]。
- 11月26日——梁文傑：政治人物，是林楚茵之夫。
- 12月4日——梁赫群：演員、主持人，是梁正群之兄，為景行廳男孩成員之一。
- 12月7日——邱鎮軍：政治人物。
- 12月9日——謝佼娟：配音員。
- 12月13日——戴程：棒球教練。
- 12月16日——鐘昀呈：歌手、演員、主持人，是咻比嘟嘩成員之一。
- 12月18日——
  - 李彥秀：政治人物。
  - 陳麗惠：政治人物。
- 12月19日——姜冠豪：歌手、演員，是三片吐司成員之一。
- 12月22日——林奐均：旅美鋼琴家，是林義雄長女，為林宅血案唯一倖存者。
- 12月29日——
  - 許謹如：護理師、主持人、電台台長。
  - 黃文博：棒球選手。
- 12月30日——高偉凱：政治人物、勞工運動人士。